# Dirk Büsch
Dirk Ingo Hans Büsch (* 27. September 1963) ist ein deutscher Sportwissenschaftler und Hochschullehrer.

## Leben
Büsch absolvierte an der Freien Universität Berlin ein Lehramtsstudium in den  Fächern Sportwissenschaft, Geographie und Betriebswirtschaftslehre und erlangte an der Universität des Saarlandes zunächst einen Diplom-Abschluss, dann die Doktorwürde in der Sportwissenschaft.
Während er an der Christian-Albrechts-Universität zu Kiel als wissenschaftlicher Mitarbeiter tätig war, gehörte er zusätzlich bis 1999 als Co-Trainer und trainingswissenschaftlicher Berater zum Stab der Handball-Mannschaft des THW Kiel. Er war wissenschaftlicher Assistent an der Universität Bremen und schloss dort auch seine Habilitation ab. Büsch war geschäftsführender Herausgeber der elektronischen Zeitschrift „Bewegung und Training“, Vorsitzender des Komitees für den Reinhard-Daugs-Förderpreis und Sprecher der Sportspiel-Kommission der Deutschen Vereinigung für Sportwissenschaft.
2014 wurde Büsch in den neugegründeten wissenschaftlichen Beirat des Deutschen Handballbundes berufen.
Er trat 2017 an der Carl von Ossietzky Universität Oldenburg eine Professorenstelle für Sportwissenschaft mit dem Schwerpunkt „Sport und Training“ an und leitete zuvor den Fachbereich Technik-Taktik am Institut für Angewandte Trainingswissenschaft in Leipzig.
Im Mai 2017 wurde Büsch Mitglied der vom Bundesministerium des Innern und dem Deutschen Olympischen Sportbund neugebildeten PotAS-Kommission (Potentialanalysesystem) zur „sportfachlichen Bewertung von Leistungselementen in den jeweiligen Verbänden und Sportarten“.

## Schwerpunkte
Zu den Schwerpunkten seiner sportwissenschaftlichen Forschung zählen die Themengebiete Diagnostik, Forschungsmethodologie, Kraft, Transfer, Bewegungskoordination und -technik, Prävention sowie Nachwuchsleistungssport.